# Katie Featherston
Katie Dianne Featherston (Texas, 20 oktober 1982) is een Amerikaans actrice. Ze is bekend geworden door haar hoofdrol in Paranormal Activity serie.

## Biografie
Featherston werd geboren in Texas. Ze ging naar de James Bowie High School in Arlington, Texas en studeerde er toneel. Hierna ging ze naar de Southern Methodist University waar ze acteerlessen volgde. Ze rondde haar opleiding af en in 2005 verhuisde ze naar Los Angeles.
Haar eerste grote filmrol kreeg ze in Paranormal Activity. Hoewel deze in 2007 geproduceerd werd, kwam de film pas in 2009 in de bioscopen. Featherson hervatte de rol in meerdere vervolgfilms waaronder Paranormal Activity 2, Paranormal Activity 3, Paranormal Activity 4 en Paranormal Activity: The Marked Ones.

## Filmografie

### Film
| Jaar | Titel                                | Rol               | Opmerkingen |
| ---- | ------------------------------------ | ----------------- | --- |
| 2005 | Private Lives                        | Shannon           | |
| 2006 | Mutation                             | Melissa           | |
| 2009 | Paranormal Activity                  | Katie             | Screamfest Horror Film Festival voor beste actrice (2007) Nominatie - MTV Movie Award voor meest beangstigende rol. (2010) |
| 2010 | Psychic Experiment                   | Elspeth Thompson  | Te zien in de openings- en eind scenés.                                                                                    |
| 2010 | Paranormal Activity 2                | Katie             | |
| 2011 | Paranormal Activity 3                | Katie             | |
| 2012 | Shadow of Fear                       | Officier Williams | |
| 2012 | Paranormal Activity 4                | Katie             | |
| 2014 | Paranormal Activity: The Marked Ones | Katie             | |

### Televisie
| Jaar | Titel     | Rol                      | Opmerkingen    |
| ---- | --------- | ------------------------ | -------------- |
| 2012 | The River | Rosetta "Rabbit" Fischer | 3 afleveringen |